# Kościół Najświętszej Maryi Panny w Ehingen (Donau)
Kościół Najświętszej Maryi Panny (niem. Liebfrauenkirche) – rzymskokatolicka świątynia filialna znajdująca się w niemieckim mieście Ehingen (Donau).
Jest filią parafii św. Błażeja.

## Historia
Pierwsza wzmianka o kościele pochodzi z 1239 i wtedy też prawdopodobnie został on zbudowany. Ufundował go graf von Berg. W 1454 świątynię przebudowano w stylu późnogotyckim. W 1638 został przejęty przez franciszkanów, którzy przybyli do miasta osiem lat wcześniej. W 1654 wzniesiono wieżę, a w 1725 budynek przebudowano w stylu barokowym. W 1812 klasztor przekształcono w gimnazjum franciszkańskie, które zamknięto po śmierci ostatniego z braci w 1822. W 1825 w dawnym klasztorze urządzono szpital, a od 1984 pełni on funkcję domu kultury.

## Wyposażenie
Wnętrze zdobi kamienna figura Matki Bożej z lat 1440-1450, znajdująca się w ołtarzu głównym. Na emporze znajdują się organy z dwoma manuałami i pedałem.

## Galeria

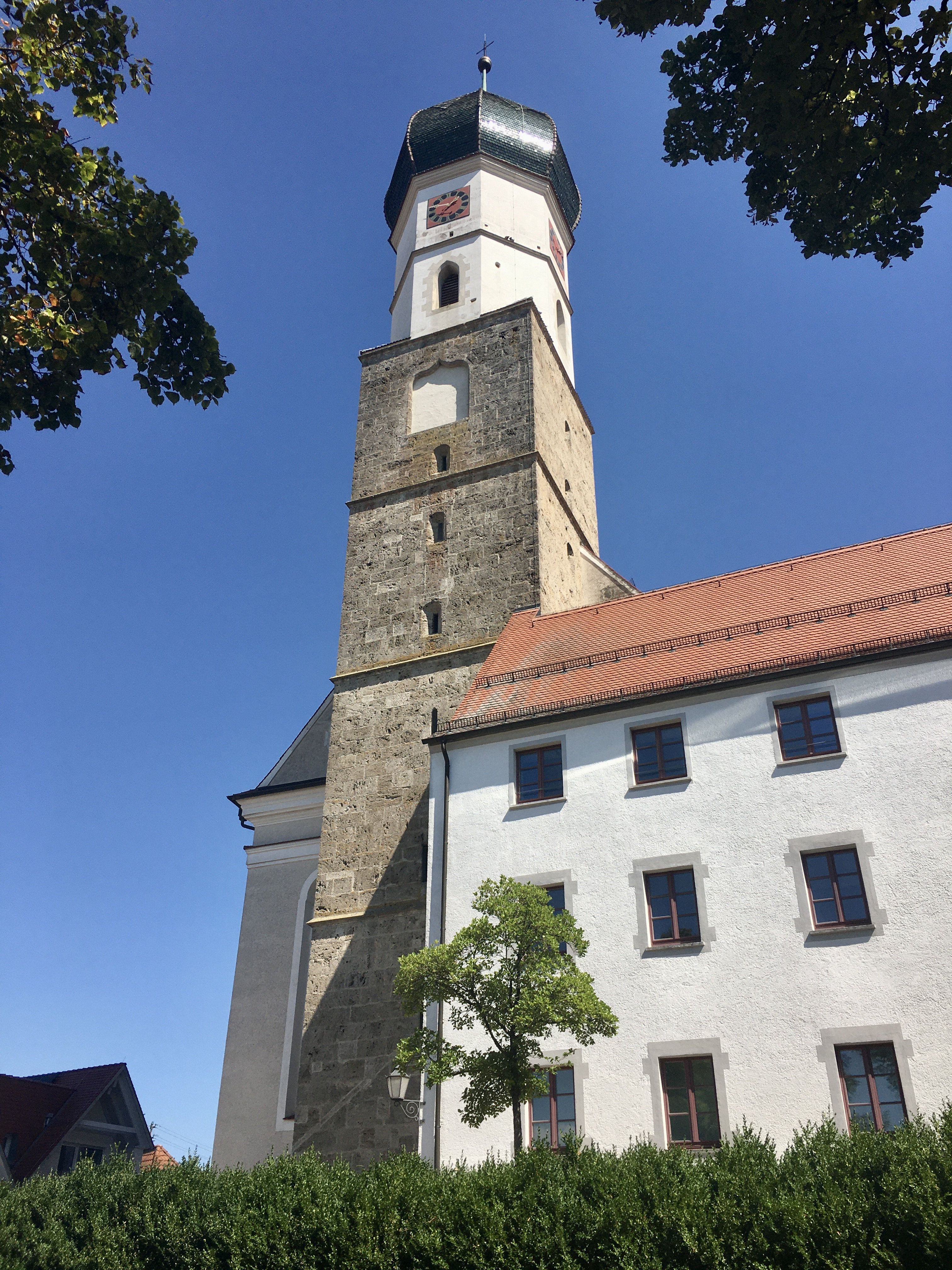
Wieża
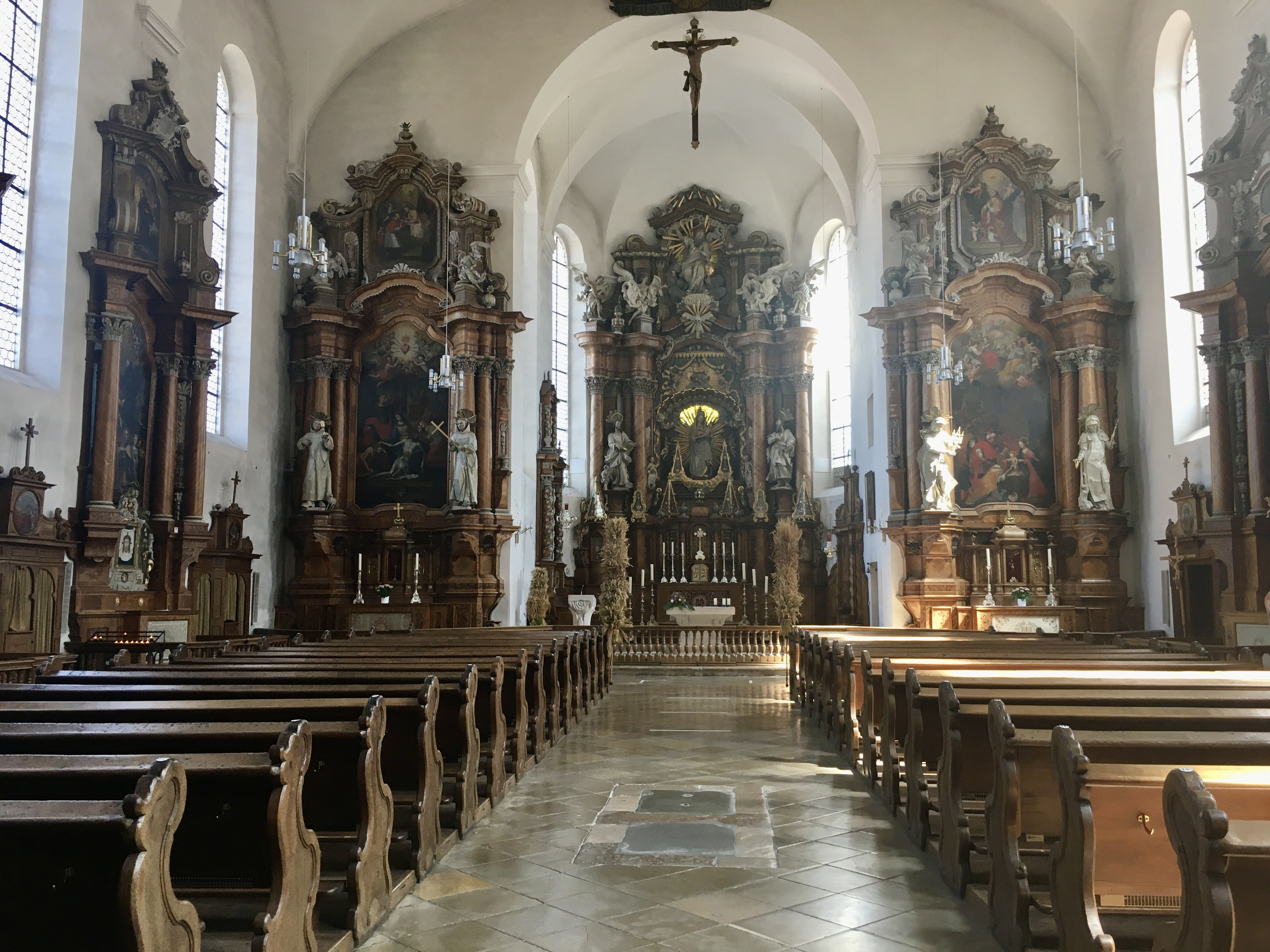
Wnętrze
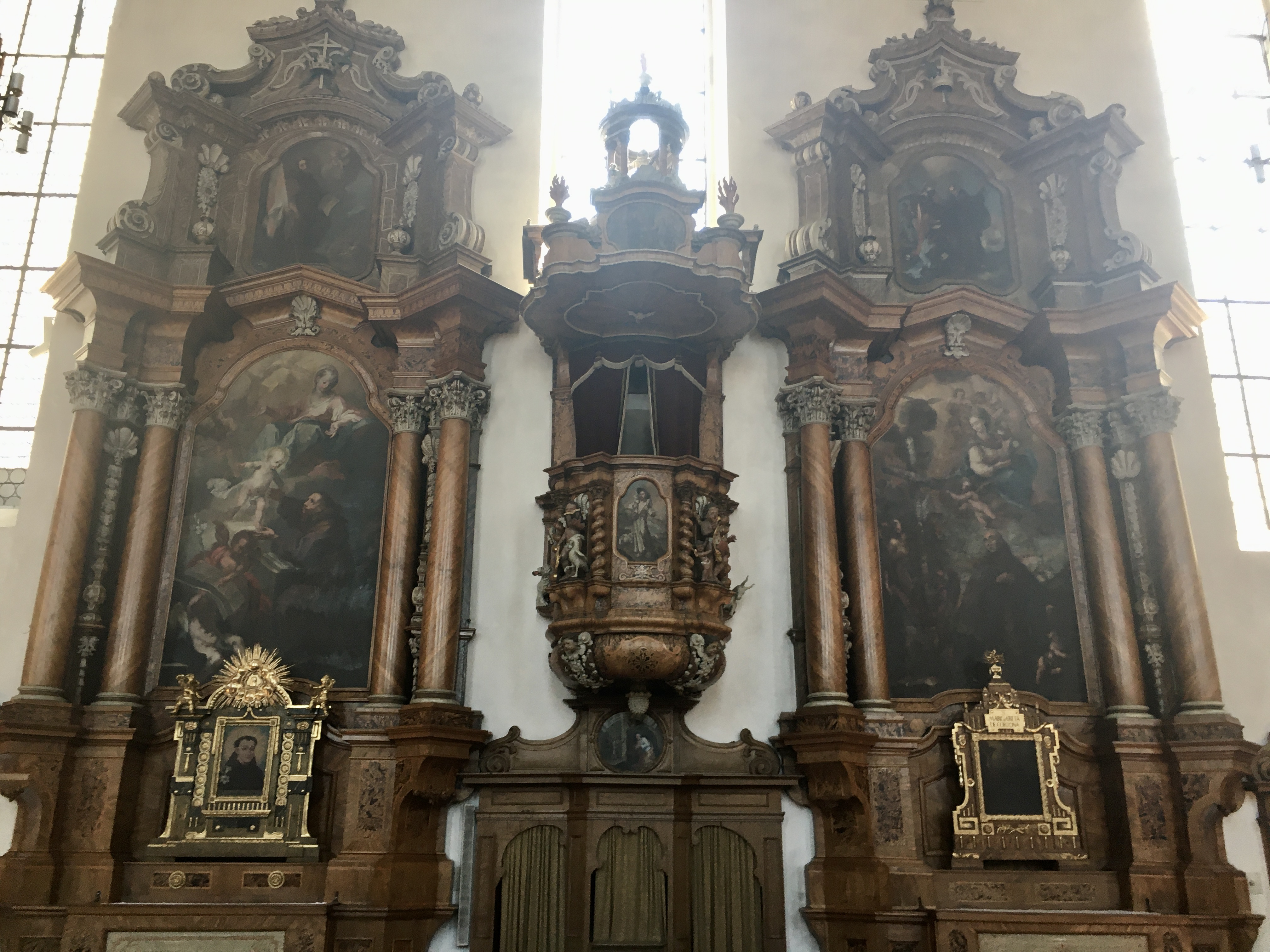
Ambona i ołtarze boczne
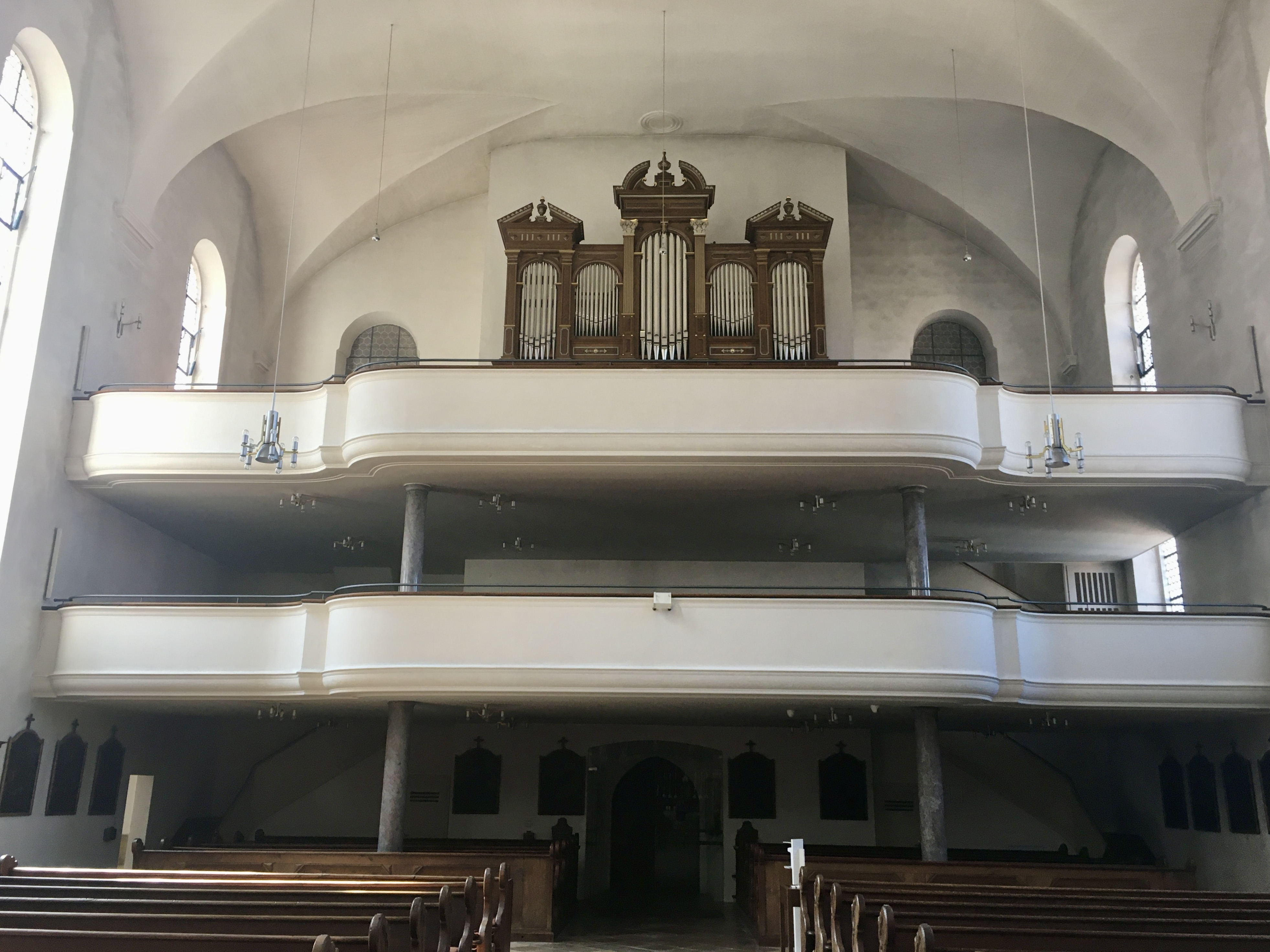
Empory i organy
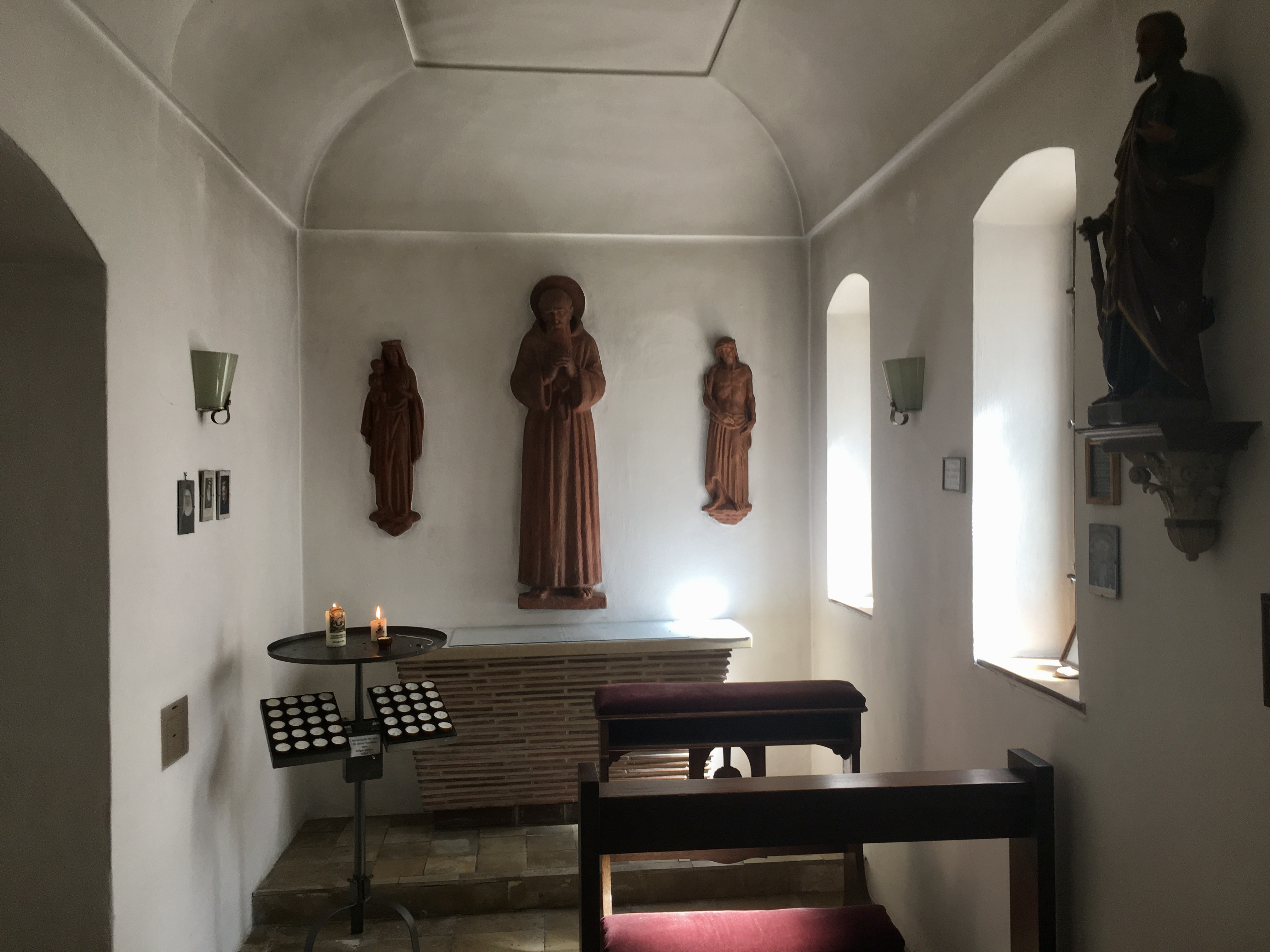
Kaplica boczna